# بندیکت سوینگیت کالورت
بندیکت سوینگیت کالورت (به انگلیسی:Benedict Swingate Calvert) (زادهٔ ۲۷ ژانویه ۱۷۲۲ – درگذشتهٔ ۹ ژانویه ۱۷۸۸)، زارع، سیاستمدار و از وفادارماندگان اهل مریلند در جریان جنگ انقلاب آمریکا بود. او فرزند چارلز کالورت، پنجمین بارون بالتیمور و سومین فرماندار استعماری مریلند (۱۶۹۹–۱۷۵۱ میلادی)، بود. هویت مادر وی نامعلوم است، با این حال یکی از منابع گمان می‌برد که مادر وی ملوسینا فن در اسکولنبرگ، کُنتِس والسینگام بوده‌است. چون وی نامشروع بود، نام یا ملک پدر خود را به ارث نبرده و در عوض نام و ملک پدر وی به برادر ناتنی‌اش فردریک کالورت، ششمین بارون بالتیمور (۱۷۳۱ – ۱۷۷۱ میلادی) رسید. بندیکت کالورت یک قسمت اعظم زندگی خود را به عنوان سیاستمدار، قاضی و زارع در مریلند سپری نمود، در حالیکه برادر ناتنی وی فردریک هرگز به این مستعمره نیامد. کالورت با حمایت ویژهٔ که از استعمار دریافت می‌کرد، ثروتمند شده و به یک مقام مهم در اداره استعماری مبدل گردید، اما در جریان انقلاب آمریکا، به استثنای ثروت و زمین خود، سایر مناسب و قدرت‌های سیاسی‌اش را از دست داد.

## اوایل زندگی

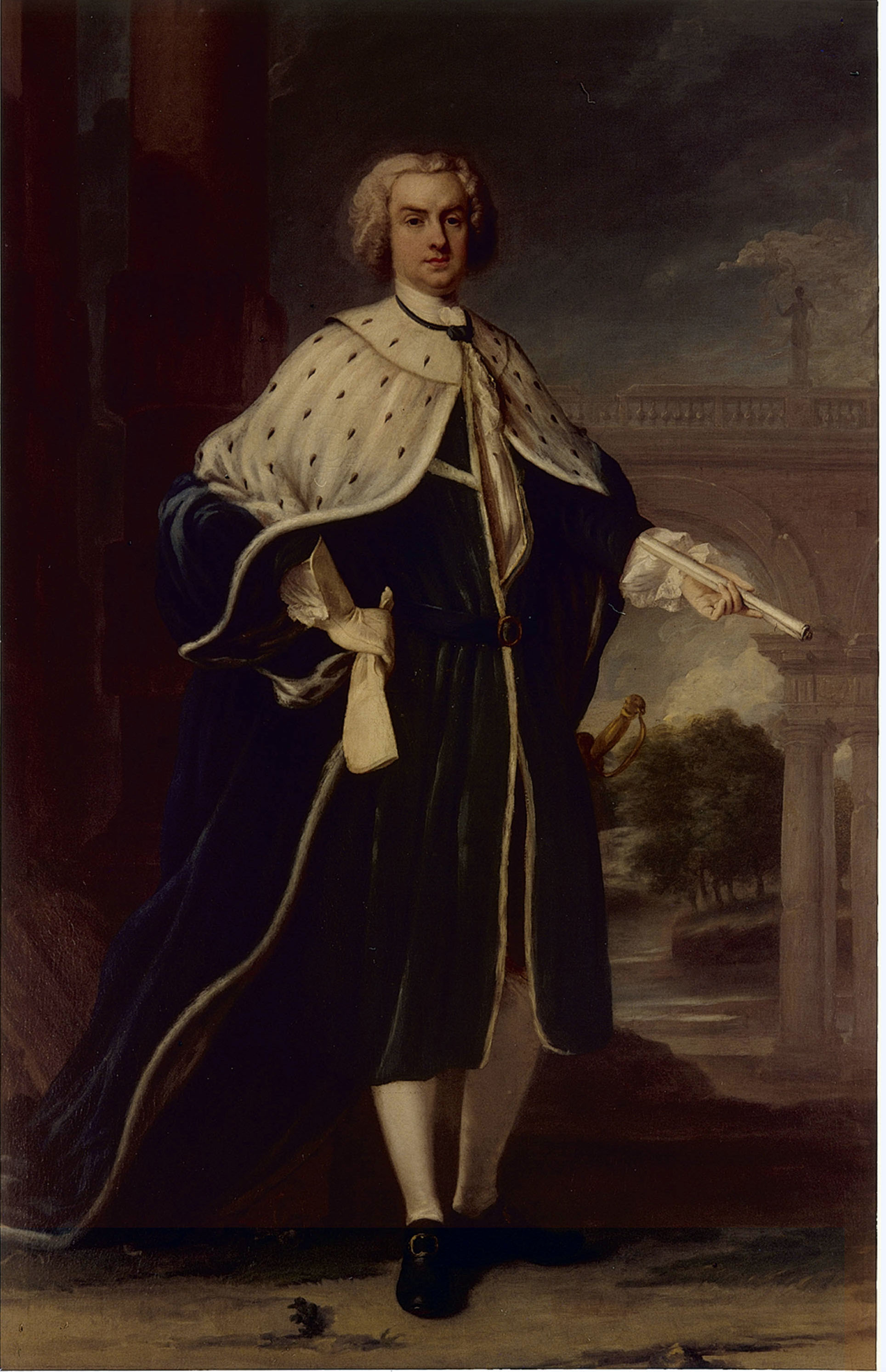
بندیکت سوینگیت کالورت

کالورت با نام بندیکت سوینگیت در ۲۷ ژانویه ۱۷۲۲ در انگلستان به‌دنیا آمد، او پسر نامشروع چارلز کالورت، پنجمین بارون بالتیمور و فرماندار استعماری استان مریلند، بود. سال تولد وی را برخی‌ها ۱۷۲۴، ۱۷۳۰ و ۱۷۳۲ گفته‌اند، اما سنگ قبری که در کف دفترخانه کلیسای اسقفی سنت توماس در کروم، مریلند وجود دارد، تاریخ تولد وی را ۲۷ ژانویه ۱۷۲۲ گفته‌است.
هویت مادر وی نامعلوم است. اچ.اس. لی واشینگتن، آنگونه که در ژوئیه ۱۹۵۰ در دفتر ثبت انجمن نسب‌شناسی تاریخی نیوانگلند می‌نویسد، گمان می‌برد که مادر وی ملوسینا فن در اسکولنبرگ، کُنتِس والسینگام، دختر جورج یکم بریتانیا و معشوقه وی ملوسینا فن در اسکولنبرگ، دوشس کندال بود.
براساس نامه عروس بندیکت به‌نام روسالی استیر کالورت که در تاریخ ۱۰ ژوئن ۱۸۱۴ نوشته شده بود، مادر کالورت یک زن «عالی مقام در انگلستان» بود.

## رسیدن به مریلند
در ۱۷۳۶ یا ۱۷۳۷ میلادی، بندیکت جوان به مستعمره خصوصی کالورت در مریلند فرستاده شد، جاییکه در اواسط هجدهم میلادی هنوز هم یک اجتماع بسیار روستایی بود و تا حدی جمعیت پراکنده داشت. جمعیت آناپولیس در ۱۷۳۰ میلادی تنها به ۷۷۶ نفر می‌رسید. جمعیت کل مستعمره در آن زمان ۱۲۰٬۰۰۰ نفر بود.
طبق نامه‌های روسالی استیر کالورت، بندیکت شخصاً در یک کشتی بادبانی تندرو که توسط دریا سالار ادوارد ورنون فرماندهی می‌شد به آناپولیس آورده شد، هرچند این گزارش خیلی غیرمحتمل به‌نظر می‌رسد. پس از رسیدن به آناپولیس، این پسر جوان به قیمومیت دکتر جورج استیوارت (۱۷۸۴–۱۷۰۰ میلادی) سپرده شد، استیوارت پزشکی بود که در ادینبرا آموزش دیده بود و از متحدین خانواده حاکم کالورت بود. استیوارت برای این پسر یک معلم خصوصی گرفت به‌نام اونوریو رازولینی از ایتالیا فراهم کرد، رازولینی یکی از نخستین مهاجرین دارای اصالت ایتالیایی بود که در مستعمرات شمالی آمریکا به سمت‌های دولتی گماشته شده بود.
بندیکت کالورت در «خانه قدیمی» استیوارت که در جاده فرانسیس در آناپولیس و درست در مقابل چهارراه استیت و در فاصله کوتاهی از خانه ایالت مریلند واقع شده بود، بزرگ شد. حداقل یک بار او توسط یکی از زور گویان شهر، مورد ضرب و شتم قرار گرفت؛ کسی که به وی حمله کرده بود به دادگاه شهرستان کشانده شده و شلاق زده شد. در ۱۷۳۸ میلادی، او شاهد وصیتی با نام دوران کودکی خود، سوینگیت (یا «اسونکیت») بود و این احتمال وجود دارد که در آن زمان هویت پدر وی به‌طور گسترده معلوم نبود؛ بعدها او نام پدر خود را گرفت. خانه دکتر استیوارت در فاصله اندکی از خانه نوه عموی وی الیزابت کالورت (۱۷۳۱ – ۱۷۸۸) واقع شده بود و او بعدها با الیزابت ازدواج کرد. الیزابت دختر فرماندار مریلند، سروان چارلز کالورت و همسر وی ربکا جرارد بود، اما والدین وی در سن جوانی وفات نموده بودند و او تنها وارث ثروتمند والدین خود بود.

## سیاست و ازدواج
کالورت، با استفاده از ارتباطات خانوادگی خود توانسته بود از سروری خصوصی که داشت بهره بگیرد تا اینکه انقلاب آمریکا در ۱۷۷۶ میلادی به قاعده حاکمیت خصوصی در مریلند پایان بخشید. در ۱۷۴۵ میلادی، کالورت از سوی پدر خود به عنوان مأمور گمرک ناحیه پاتوکسینت و افسر نیروی دریایی گماشته شد، سمتی که به وی این اجازه را می‌داد تا بخشی از مالیات گمرکی جمع‌آوری شده را برای خود نگه دارد. وی همچنین به عنوان عضو شورای آناپولیس خدمت کرد.
بندیکت هرگز به انگلستان بازنگشت و هرگز دوباره پدر خود را ندید. لرد بالتیمور چندی قبل از مرگ خود در ۱۷۵۱ میلادی، نامه‌ای به پسر خود نوشته و به وی در مورد ازدواج مشورت داد.
دعا می‌کنم تا زمانی که از من نشنیده‌ای در مورد ازدواج فکر نکرده‌ای چون من پیشنهادهای دارم که بسیار به نفع تو است و باور کن من هرگز قصد ندارم تو را به انتخاب مجبور سازم، تنها می‌خواهم چیزی را پیشنهاد دهم که تو را بسیار خوشحال خواهد کرد، سپس همه چیز را به انتخاب تو واگذار می‌کنم.
بندیکت و پسر عموی وی الیزابت کالورت در ۲۱ آوریل ۱۷۴۸ در کلیسای سنت ان توسط کشیش جان گرودن، باهم ازدواج کرده بودند. این زوج که به ترتیب ۱۸ و ۱۷ ساله بودند به خانه الیزابت که در چهارراه ۵۸ استیت در آناپولیس واقع شده بود، نقل مکان نمودند.
این ازدواج در ۲۷ آوریل ۱۷۴۸ در مجله مریلند اعلام گردیده بود:
پنجشنبه گذشته محترم بندیکت کالورت که مأمور گمرک ناحیه پاتوکسینت و غیره است با دوشیزه الیزابت کالورت که تنها دختر بازمانده محترم چارلز کالورت فقید فرماندار پیشین این استان است، باهم ازدواج نمودند.
پدر کالورت چارلز کالورت، بارون پنجم بالتیمور در ۱۷۵۱ میلادی درگذشت و خانه آنا آروندل مانور به مساحت ۱۰٬۰۰۰ آکر (۴۰ کیلومتر مربع) را به پسر نامشروع خود به ارث گذاشت. متأسفانه، پسر مشروع و وارث لرد بالتیمور به‌نام فردریک کالورت، ششمین بارون بالتیمور توانست این وصیت پدر خود را به چالش بکشد و ارثیه بندیکت را که ظاهراً سالانه ۲۸۸ پوند ارزش داشت، باطل سازد.
علی‌رغم از دست دادن ارثیه پدر خود، حرفه کالورت به‌خوبی پیشرفت کرد. او در ۱۷۵۵ میلادی قاضی اداره اراضی شده و در کنار سرپرست پیشین خود دکتر جورج اچ. استیوارت نشست. اداره اراضی در ۱۷۱۵ میلادی به منظور حل و فصل منازعه‌های مالکیت اراضی در این مستعمره ایجاد شده بود.
تا ۱۷۶۱ میلادی، کالورت به حد کافی ثروتمند شده بود تا نقاشی رسمی چهار فرزند خود: ربکا، چارلز و فرزندان دوقلوی وی الینور و الیزابت را به نقاش مریلند جان هسلیوس سفارش دهد که از آن جمله سه عدد از این نقاشی‌ها بخشی از کلکسیون دائمی موزه هنر بالتیمور هستند.
در ۱۷۶۹ میلادی، خواهر ناتنی وی به‌نام کارولین کالورت با رابرت ایدن (آخرین فرماندار پادشاهی و از نیاکان نخست‌وزیر بریتانیا، آنتونی ایدن) ازدواج کرد و همسر وی در همان سال به‌جای هوراشیو شیرپ به عنوان فرماندار مریلند انتصاب یافت. ایدن و کالورت هر دو عاشق مسابقه اسب‌سواری بودند و بندیکت سوینگیت کالورت به‌زودی در شورای فرمانداری گماشته شد.

## ارجاعات
1. ↑  Find A Grave webpage for Benedict Swingate Calvert containing a photo of the plaque Retrieved July 23, 2015
2. ↑  Washington, S. H. L. , The Royal Stuarts in America, New England Historical and Genealogical Register, July 1950, p.173-75
3. ↑  Callcott, p.270 suggests that this connection is not reliable, stating that "the connection between Benedict Calvert and the Countess of Walsingham in this article rests on 'family letters' whose location is not given."
4. ↑  Webpage exploring possible maternity of Benedict Swingate Calvert بایگانی‌شده  در ۲۰۱۶-۰۳-۰۴ توسط Wayback Machine Retrieved Jan 23 2010
5. ↑  Discussion at Wargs.com of Benedict Swingate Calvert's ancestry G. S. H. Lee Washington also published Two scions of the Royal Stuarts in Colonial America, in Notes and Queries, vol. 198, no. 2 (December 1953), pp. 527-529, in which he withdrew the claim of descent from the Countess of Walsingham and identified a different mother for Benedict Swingate Calvert. In a later article, Family knowledge in genealogy, in Notes and Queries, vol. 210, no. 2 (February 1965), pp. 43-47, Washington withdrew both previous claims and identified a different mother entirely. Retrieved September 2010
6. ↑  Benedict Swingate Calvert at http://theojanssen.ca retrieved Jan 23 2010
7. ↑  Callcott, p.268
8. ↑  Yentsch, p.39
9. 1 2  Yentsch, Anne E, p.260, A Chesapeake Family and their Slaves: a Study in Historical Archaeology, Cambridge University Press (1994) Retrieved Jan 2010
10. 1 2 3  Yentsch, Anne E, p.261, A Chesapeake Family and their Slaves: a Study in Historical Archaeology, Cambridge University Press (1994) Retrieved Jan 2010
11. ↑  Letter to H. J. Stier, dated 10 June 1814, from Rosalie Stier Calvert at Riversdale. Calcott, p.268
12. ↑  Calcott p.270 says that this is unlikely, as Admiral Vernon was fighting in the West Indies from 1740 to 1742. It may have been a Captain Vernon who escorted Calvert to America.
13. ↑  Callcott, Margaret Law, p.390, Mistress of Riversdale: The Plantation Letters of Rosalie Stier Calvert Retrieved August 17, 2010
14. ↑  Eby, Jerrilynn, p.76, Laying the Hoe: a Century of Iron Manufacturing in Stafford County, Virginia, Vol 1, Heritage Books (2007). Retrieved Jan 19 2010
15. ↑  Fucilla, Joseph Guerin, p.23, The teaching of Italian in the United States: a Documentary History Arno Press (1975) Retrieved Jan 20 2010
16. ↑  Sons of Garibaldi in Blue and Gray: Italians in the American Civil War by Frank W. Alduino and David J. Coles, p.6 Retrieved 30 April 2020
17. 1 2  Hammond, John Martin, p.187, Colonial Mansions of Maryland and Delaware Retrieved September 2010
18. ↑  Hammond, John Martin, Colonial Mansions of Maryland and Delaware Retrieved September 2010
19. ↑  Russell, George, p.8, The Ark and the Dove Adventurers Retrieved Jan 28 2010
20. ↑  Yentsch, Preface, xxiii
21. ↑  Letters from Lord Baltimore to Benedict Swingate Calvert Retrieved August 10, 2010
22. ↑  Calcott, p. 270 says that Calvert was informed of this by a letter from Cecilius Calvert, brother to the fifth Lord Baltimore, dated July 9, 1752
23. ↑   Kilty, John, p.270, The Land-holder's Assistant, and Land-office Guide...from the Proprietary Government Dobbin and Murphy (1808) Retrieved Jan 21 2010
24. ↑  The Chancellor's Memorial to the General Assembly of Marylandby Theodorick Bland, p.42 Retrieved 3 May 2020
25. ↑  Family and Society in American History, edited by Joseph M. Hawes and Elizabeth I. Nybakken, p.135 Retrieved 1 May 2020
26. ↑  Maryland Historical Society, 1976 Retrieved 1 May 2020
27. ↑  Yentsch, Anne E, p.264, A Chesapeake Family and their Slaves: a Study in Historical Archaeology, Cambridge University Press (1994) Retrieved Jan 2010
28. ↑  Yentsch, Anne E, p.265, A Chesapeake Family and their Slaves: a Study in Historical Archaeology, Cambridge University Press (1994) Retrieved Jan 2010